# 格林切什鄉
47°03′N 25°52′E / 47.050°N 25.867°E
格林切什鄉（羅馬尼亞語：Comuna Grințieș, Neamț），是羅馬尼亞的鄉份，位於該國東北部，由尼亞姆茨縣負責管轄，處於布加勒斯特以北290公里，每年平均降雨量858毫米，海拔高度569米，2007年人口2,557。